# Hyperechia subfasciata
Hyperechia subfasciata là một loài ruồi trong họ Asilidae. Hyperechia subfasciata được Enderlein miêu tả năm 1930.